# Tell al-`Ubaid

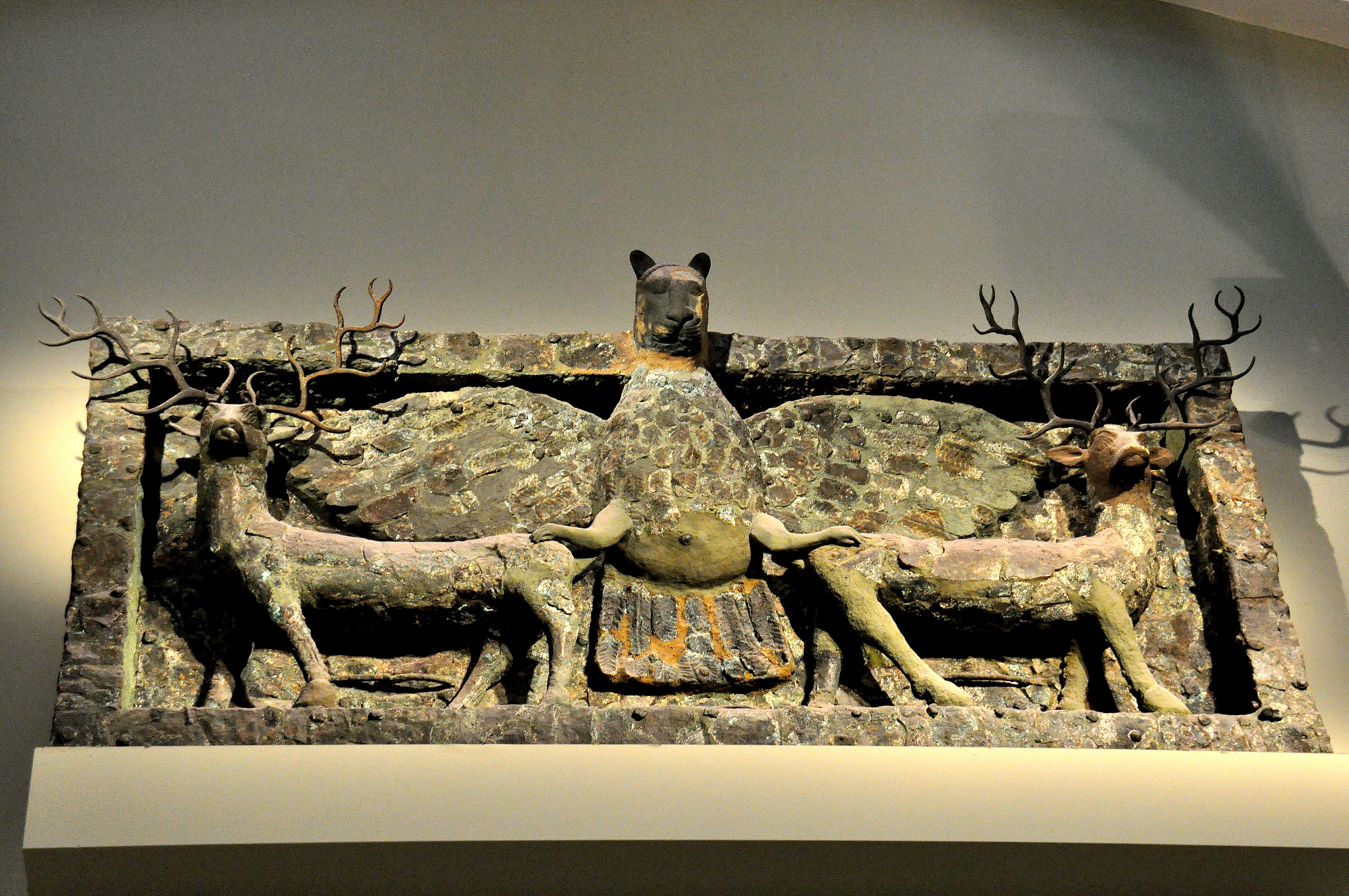
Dintel de cobre de Tell al-`Ubaid.

Tell al-'Ubaid (en árabe: العبيد, montículo del esclavo) es un yacimiento arqueológico ubicado en un montículo relativamente pequeño al oeste de la ciudad de Ur, en el sur de Irak, en la gobernación de Dhi Qar. La mayoría de los restos son del período de El-Ubaid. El yacimiento de Tell al-'Ubaid es el yacimiento característico de ese periodo, con un templo del periodo dinástico arcaico en su punto más alto.

## Historia de la investigación arqueológica
El sitio fue excavado por primera vez en 1919 por Henry Hall del Museo Británico. Más tarde, Leonard Woolley excavó allí en los años 1923 y 1924, le siguieron las excavaciones de Seton Lloyd y Pinhas Delougaz en 1937, que trabajó para el Instituto Oriental de la Universidad de Chicago.

## Tell al-`Ubaid y su entorno

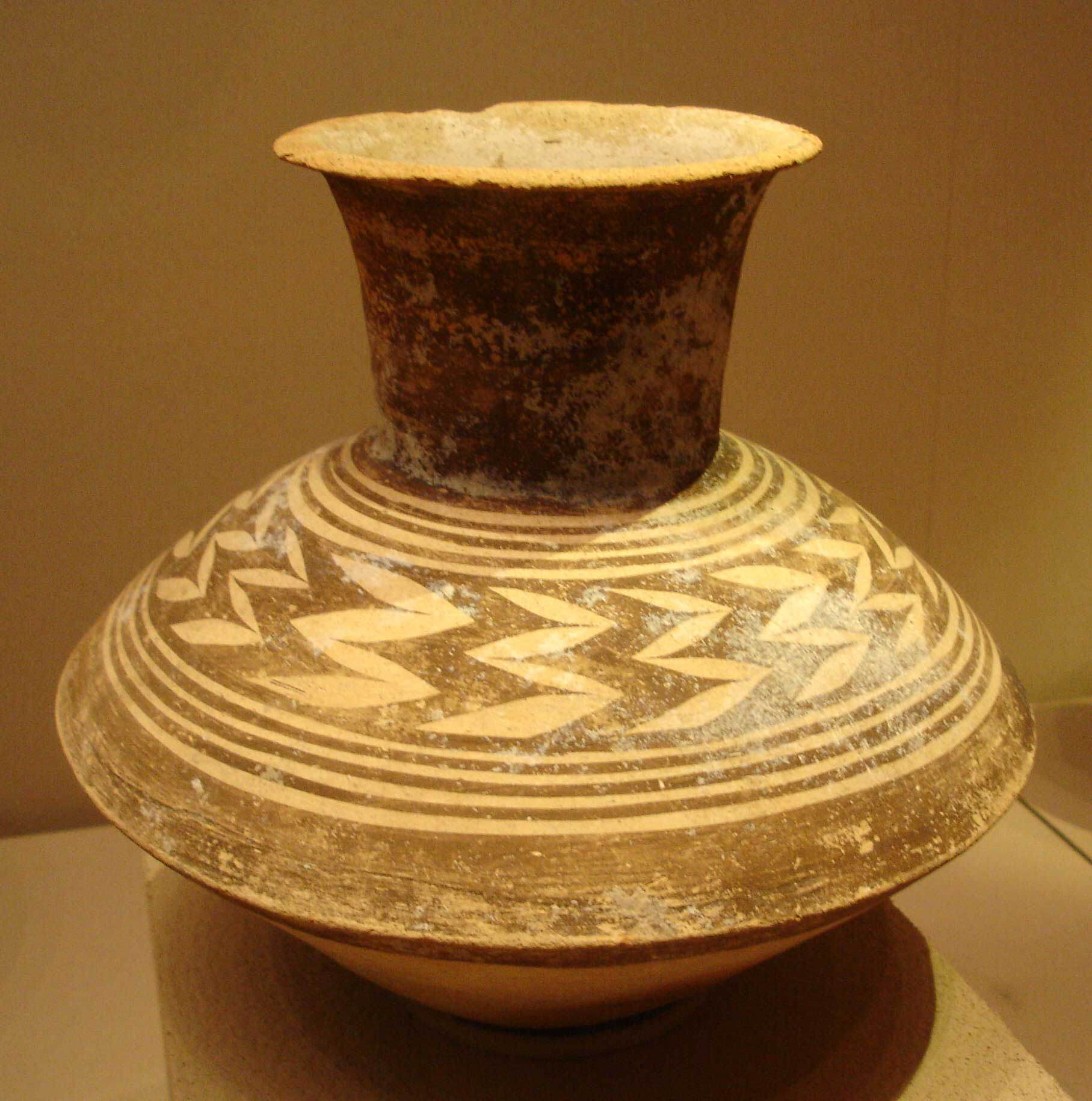
Fotografía mejorada por computadora de un frasco de cerámica en exhibición en el Museo de Bellas Artes de Boston

Hoy en día, Tell al-`Ubaid está ubicada a 250 kilómetros (160 millas) del golfo Pérsico, en su momento de máximo apogeo la línea costera estaba mucho más cerca de la ciudad. Este yacimiento arqueológico, ubicado en un montículo, tiene una forma ovalada. Por su eje norte-sur mide aproximadamente 500 por 300 metros (1.640 pies x 980 pies). Se levanta aproximadamente 2 metros (6 pies 7 pulgadas) por encima de la superficie actual. El templo del periodo dinástico arcaico excavado se encuentra en el extremo norte del sitio.

## Historia de ocupación
En el nivel inferior del sitio se encontraron grandes cantidades de cerámica y hornos asociados al periodo el-Ubaid. La evidencia de fabricación de cerámica también se ha observado en la superficie del sitio. El tamaño de la superficie de dispersión indica que la producción de la cerámica era un arte especializado, y esto confirma los hallazgos de otros sitios Ubaid como en Eridu. En el sitio también se encuentra un cementerio y algunos hallazgos del periodo Jemdet Nasr. El templo de Ninhursag en la cumbre fue de forma oval, similar a la de Khafajah. La pared que rodea el templo fue construido por el rey de la tercera dinastía de Ur, Shulgi.

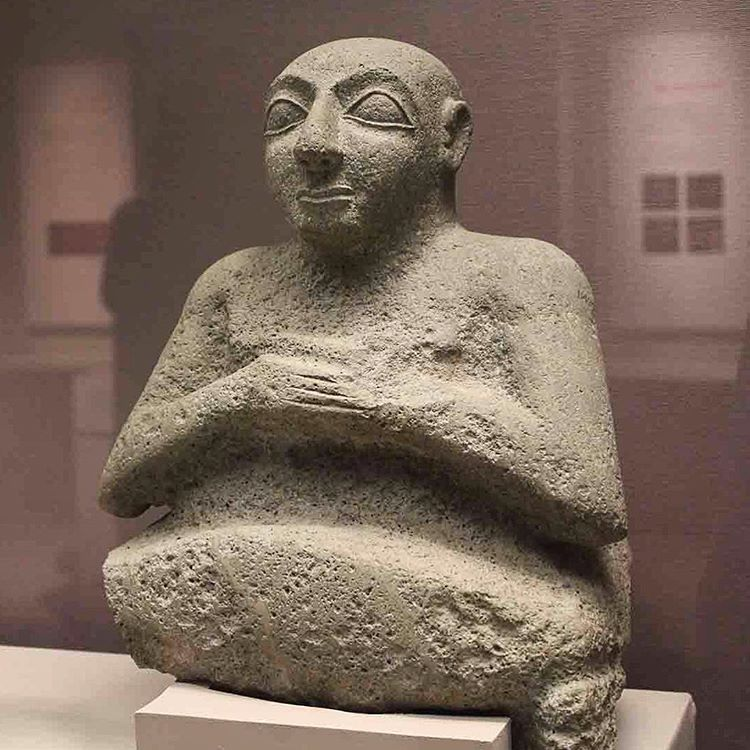
Estatua de Kurlil, Período Dinástico Arcaico III, 2500 a. C. Tell Al-'Ubaid